# Svend Wivel
Svend Wivel (10. februar 1901 i København – 6. maj 1995) var en dansk grosserer, halvbror til Carl-Eilert Wivel.
Han var søn af grosserer August Wivel (1863-1936) og hustru Louise f. Hansen, fik sin uddannelse i Frankrig og England 1920-23, indtrådte i firmaet Madsen & Wivel 1917, blev prokurist 1929, medindehaver af firmaet Parfumerie Breining, kgl. hofleverandør, og af firmaet Madsen & Wivel 1931, efter firmaernes omdannelse til aktieselskab i 1951, direktør i og medlem af bestyrelserne for disse.
Han blev gift 5. april 1930 med Hillevi Falk (24. august 1905 i Stockholm – ?), datter af overbanemester Nils O. Falk (død 1915) og hustru Huida f. Andersson (død 1949).